# Broelemanneuma gayi
Broelemanneuma gayi är en mångfotingart som beskrevs av Demange 1968. Broelemanneuma gayi ingår i släktet Broelemanneuma och familjen knöldubbelfotingar. Inga underarter finns listade i Catalogue of Life.